# Німецька класична філософія
Німецька класична філософія — термін, що об'єднує філософські праці німецьких мислителів кінця 18-го — першої половини 19-го століття. До визначних представників німецької класичної філософії заведено відносити Канта, Фіхте, Шеллінга, Гегеля, Феєрбаха. Термін вживався в радянській і вживається в пострадянській філософській літературі. В європейській філософській літературі поширений термін німецький ідеалізм, до якого відносять майже всіх цих філософів за винятком матеріаліста Феєрбаха.
Затвердженню терміну сприяла книга Фрідріха Енгельса «Людвіг Феєрбах і кінець німецької класичної філософії».
Передумовою виникнення німецького ідеалізму було заснування університетів нового типу, зокрема Берлінського університету. Університети були провідними центрами філософської думки в епоху середньовічної схоластики. Проте середньовічна філософія була підпорядкована теології. На початку нової історії та в епоху Просвітництва основний внесок у розвиток філософії робили мислителі поза університетськими стінами: від Спінози до Вольтера. Наприкінці XVIII століття в Німеччині виникли університети світського характеру, більше не підпорядковані богослов'ю, як основній дисципліні, й філософія зайняла в них центральне світоглядне місце.

## Історичні та культурні передумови формування
Німецька класична філософія — впливовий напрямок філософської думки кінця XVIII — першої половини ХІХ століть, що підводить підсумок розвитку філософії на цьому відрізку західноєвропейської історії. Це не завершуюча ланка в розвитку новоєвропейського філософського раціоналізму і одночасно той витік, з яким генетично пов'язана сучасна західна філософія.
Наприкінці XVIII і на початку XIX ст. Німеччина була аграрною, відсталою в економічних і політичних відносинах країною. Священна Римська імперія німецької нації, що проіснувала до наполеонівських воєн, розпадалася майже на триста самостійних світських і церковних територій, понад тисячу напівсамостійних володінь імперських лицарів і понад шістдесят самоврядних імперських міст і вільних від феодального підпорядкування селищ. Політично роздроблена і економічно відстала країна втратила питому вагу в світовій торгівлі, шляхи якої тепер йшли в інших напрямах. Розвиток виробництва був обмежений середньовічними цеховими обмеженнями. Капіталістична мануфактура обслуговувала переважно двір і армію, знаходячись в прямій залежності від державної підтримки. Ця економічна слабкість і залежність німецької буржуазії, що народжувалася, пояснює її схильність до компромісів. Вона мріяла про найпомірніші політичні реформи. Причому всіх цих реформ німецька буржуазія чекала зверху, від «освіченого монарха».
Суперечність ідеології визвольного руху німецької буржуазії цього періоду відобразилися і у філософії. Проте при всіх обмеженнях і суперечностях німецька духовна культура другої половини XVIII ст. досягла високого рівня розвитку. Підйом духовної культури пояснювався, наприклад, впливом французької революції, що викликала великий ентузіазм серед німецької буржуазії. Німецька філософія, література і естетика того часу є якоюсь мірою ідеологічним віддзеркаленням цієї революції.
У боротьбі з феодалізмом англійська і французька буржуазія викувала сильну ідеологічну зброю, але, дійшовши влади, вони втратили інтерес до тих ідей, які виробили і використали в антифеодальній боротьбі. У Німеччині ж, оскільки тут проблема демократичних перетворень не була розв'язана, німці не втратили інтересу до ідеології Просвітництва. Письменники і філософи Німеччини використовували теоретичний досвід інших народів. Ця обставина з'явилася також причиною високого духовного підйому в Німеччині.
На початок діяльності видатних німецьких мислителів накопичився багатий фактичний матеріал в різних науках, який вони використовували в своїх працях. Важливу роль у формуванні німецької філософії зіграли досягнення природознавства і суспільних наук: стали розвиватися фізика і хімія, просунулося вперед вивчення органічної природи. Відкриття у галузі математики, що дозволили зрозуміти процеси в їх точному кількісному виразі, вчення Ламарка про обумовленість розвитку організму навколишнім середовищем, астрономічні, геологічні, ембріологічні теорії, а також теорії розвитку людського суспільства — все це зі всією гостротою і неминучістю висувало на перший план ідею розвитку як теорію і метод пізнання дійсності.
В німецькій ідеології відобразилися грандіозні революційні події XVIII ст., і це визначило сміливу постановку найважливіших теоретичних питань, але оскільки рішення цих питань здійснювалося в умовах економічної і політичної відсталості Німеччини, то відповіді, що давалися німецькими мислителями, носили чисто умоглядний характер. Різною мірою ця суперечність властива всім найбільшим мислителям і письменникам тодішньої Німеччини.
До основоположників німецької класичної філософії відносять І. Канта, Й. Г. Фіхте, Ф. В. Й. Шеллінга, Г. В. Ф. Гегеля, Л.Фейєрбаха. Кожний з них створив свою філософську систему, відмінну багатством ідей і концепцій. Разом з тим німецька класична філософія є єдиним духовним утворенням, яке характеризується наступними загальними рисами:
- Своєрідним розумінням ролі філософії в історії людства, в розвитку світової культури. Класичні німецькі філософи вважали, що філософія покликана бути критичною совістю культури, «душею» культури;
- Досліджувалися не тільки людська історія, але і людська суть. У Канта людина розглядається як етична істота. Фіхте підкреслює активність, дієвість свідомості і самосвідомості людини. Шеллінг ставить задачу показати взаємозв'язок об'єктивного і суб'єктивного. Гегель розширює межі активності самосвідомості й індивідуальної свідомості: самосвідомість індивіда у нього співвідноситься не тільки із зовнішніми предметами, але й з іншою самосвідомістю, з чого виникають різні суспільні форми. Він глибоко досліджує різні форми суспільної свідомості. Фейєрбах створює нову форму матеріалізму — антропологічний матеріалізм, в центрі якого стоїть реально існуюча людина, яка була суб'єктом для себе і об'єктом для іншої людини. Для Фейєрбаха єдиними реальними речами є природа і людина, як частина природи.
- Всі представники німецької класичної філософії відносилися до філософії як спеціальної системи філософських дисциплін, категорій, ідей. Кант виділяє як філософські дисципліни, перш за все, гносеологію й етику. Шеллінг — натурфілософію, онтологію. Фіхте виділяє у філософії онтологічний, гносеологічний, соціально-політичний розділи. Гегель виділяє філософію природи, логіку, філософію історії, права, моралі, релігії, держави та ін. Фейєрбах розглядав онтологічні, гносеологічні і етичні проблеми.
- Німецька класична філософія розробляє цілісну концепцію діалектики. Кантівська діалектика — це діалектика меж і можливостей людського пізнання: відчуттів, розуму і людського розуму. Діалектика Фіхте зводиться до дослідження творчої активності «Я», взаємодії «Я» і «Не-Я» як протилежностей, на основі боротьби яких відбувається розвиток самосвідомості людини. Шеллінг вважав, що природа — це дух, що стає, розвивається. Гегель представив природний, історичний і духовний світ у вигляді процесу. Фейєрбах розглядав зв'язки явищ, їх взаємодії і зміни.
Філософські вчення І.Канта, Й. Г. Фіхте, Ф.Шеллінга, Г. В. Ф. Гегеля і Л.Фейєрбаха зв'язані ідейно і генетично, їх поєднує пильна увага до природи духу, що трактується через поняття діяльності і свободи. У руслі німецької класичної філософії є підстави розглядати й філософію марксизму. Німецька класична філософія зробила вагомий внесок у постановку й розробку проблеми співвідношення суб'єкта й об'єкта, розробила діалектичний метод пізнання та перетворення дійсності.

## «Критична філософія» Канта
Іммануїл Кант був родоначальником німецької класичної філософії. У його творчості виділяють два періоди: «докритичний», коли І. Кант виступав в основному як натураліст, і «критичний», коли сформувалася специфічна кантівська філософія. Розроблена ним концепція походження Сонячної системи з гігантської газової туманності дотепер є однією з фундаментальних наукових ідей в астрономії. Своїми природничонауковими роботами Кант пробив перший пролом в метафізичному поясненні природи: він зробив спробу прикласти принципи сучасного йому природознавства не тільки до будови Всесвіту, але й до історії його виникнення і розвитку. Він висунув ідею розподілу тварин по порядку їх можливого походження, а також ідею про природне походження людських рас.
Як філософ він постає у другий період творчості — період публікації трьох «Критик» — «Критики чистого розуму» (1781), «Критики практичного розуму» (1788), «Критики здатності судження» (1790). Він здійснив корінний переворот у постановці й вирішенні центральної проблеми теорії пізнання — взаємодії суб'єкта та об'єкта. Докантівська філософія акцентувала увагу на аналізі об'єкта пізнання, а суб'єктивний чинник розглядала як перешкоду на шляху до достовірного знання, як те, що спотворює і затемнює справжній стан речей (ідоли Ф. Бекона). Кант же робить предметом філософського осмислення пізнавальні здібності суб'єкта. У Канта виникає нове завдання: встановити різницю між суб'єктивними й об'єктивними елементами знання в мислительній діяльності суб'єкта. У суб'єкті Кант розрізняє два рівні: емпіричний (досвідний) і трансцендентальний (той, що знаходиться за межами досвіду — апріорний). До емпіричного рівня він відносить індивідуально-психологічні особливості людини, до трансцендентального — надіндивідуальну основу в людині, знання людини як представника людства загалом.
Однією з головних проблем критицизму Канта є вирішення питання: як можливе достовірне наукове знання? Він вважав, що достовірне знання — це об'єктивне знання. Об'єктивність же в нього ототожнюється із загальністю й необхідністю. Отже, для того, щоб знання мало достовірний характер, воно повинно мати риси загальності і необхідності. У структурі людського мислення Кант виділив три здатності: чуттєвість — це вроджена здатність людини, яка має дві форми — простір і час. Простір і час у нього — це не форми буття самих речей, а, навпаки, це суб'єктивні форми сприйняття людини, споконвічно властиві їй як представнику людства. Причому простір є зовнішньою формою чуттєвості, а час — внутрішньо.
Розсудок — це мислення, що оперує поняттями та категоріями. Розсудок підводить різноманітний чуттєвий матеріал під загальні поняття і категорії. Не предмет є джерелом знань про нього у вигляді понять та категорій, а поняття і категорії, які конструюють предмет. Розсудок може пізнати тільки те, що сам сконструював, вважав Кант. Поняття та категорії є незалежними від індивідуальної свідомості, а тому знання, яке ґрунтується на них, має об'єктивний характер.
Кант виділяє «речі у собі» і «речі для нас». Речі, як вони існують у свідомості суб'єкта, Кант називав явищами, «речами для нас». Людина може пізнати тільки явища. Сутність же речей самих по собі людина не знає і знати не може. Тому ці речі для людини залишаються непізнаними, тобто «речами в собі». Усе, що перебуває за межами людського досвіду, може бути доступним тільки розуму. Розум — це вища здатність суб'єкта, що керує діяльністю розсудку і ставить перед людиною цілі. Розум оперує ідеями. У Канта ідеї — це уявлення про мету, до якої прагне наше пізнання, про задачі, які воно ставить перед собою. Ідеї розуму виконують регулятивну роль у пізнанні, спонукаючи розум до діяльності. Розсудок, що спрямовується розумом, прагне до абсолютного знання. Він прагне вийти за межі чуттєвого досвіду (тобто за межі своєї компетенції) і заплутується в суперечностях. Кант називає ці суперечності антиноміями (антиномія — суперечність між протилежними твердженнями, кожне з яких однаковою мірою можна обґрунтувати як істинне). Антиномії мають місце там, де за допомогою людського розсудку намагаються робити висновки не про світ досвіду, а про світ «речей у собі». Розум за своєю природою є суперечливим. Спроба розуму дати відповідь на питання про те, що таке світ як ціле, приводить до суперечливих відповідей. Ці протиріччя виникають у розумі неминуче.
Особливе місце у філософії Канта займає вчення про людину. Людина є жителем двох світів: світу природи і світу свободи. Свобода, за Кантом, — це незалежність від визначальних причин природного світу. Світ «речей у собі» закритий як для чуттєвості, так і для теоретичного розуму, науки. Однак, це ще не означає, що цей світ недоступний людині. У сфері свободи діє не теоретичний, а практичний розум. Останній керує вчинками людини. Рушійною силою практичного розуму є не мислення, а воля (готовність до певних дій). Закони практичного розуму — це моральні закони, які визначають вимоги до моральної поведінки людини. Головною вимогою є: поводься з іншими так, як ти хотів би, щоб вони поводилися з тобою; своїми вчинками ти формуєш спосіб дії інших і створюєш форму, характер взаємних відносин. Цю вимогу Кант назвав категоричним імперативом.
Відсутність у людини можливостей теоретичних доказів буття Бога та безсмертя душі заповнюється вірою та надією, що дозволяє врятувати свободу особистості. Моральність і свобода є основою людської особистості. Як було показано у першій темі, І. Кант сформулював три питання як головні для філософії: «що я можу знати?», «що повинен робити?», «на що я можу сподіватися?», які розкривають різні види діяльності людини: 1) пізнавальну, 2) моральну, 3) релігійну.

## Система і метод Гегеля
Георг Вільгельм Фрідріх Гегель створив на об'єктивно-ідеалістичній основі систематичну теорію діалектики як учення про розвиток і мислення. Діалектичний аспект мислення складається в умінні відкрити в будь-якому визначенні внутрішні суперечності.
Соціально-критична спрямованість творів молодого Гегеля нерозривно пов'язана з глибинними перетвореннями віджилих соціальних порядків, всього світу цінностей, ідеалів, інститутів, що найяскравіше виявилися у Французькій революції 1789—1793 рр., що відбувалися в його епоху. Під впливом цього головною цінністю, на якій Гегель став засновувати свою філософію, став ідеал свободи. Він розвинув на об'єктивно-ідеалістичній основі вчення про закони і категорії діалектики, вперше в систематизованому вигляді розробив основні принципи діалектичної логіки і піддав критиці метафізичний метод мислення, що панував як в ідеалістичних, так і в матеріалістичних вченнях того часу.
У Гегеля духовна культура людства представлена в її закономірному розвитку як поступове виявлення творчої сили «світового розуму». Втілюючись в образах культури, що змінюють один одного, безособовий (світовий, об'єктивний) дух одночасно пізнає себе як їх творця. Духовний розвиток індивіда відтворює стадії самопізнання «світового духу», починаючи з акту найменування чуттєво-даних речей і кінчаючи знанням законів, які управляють всім процесом духовного розвитку, — науки, моральності, релігії, мистецтва.
Універсальна схема творчої діяльності «світового духу» отримала в Гегеля назву абсолютної ідеї, а логіка визначається як «самосвідомість» цієї ідеї. «Абсолютна ідея» розкривається в її загальному вмісті у вигляді системи категорій, починаючи від найзагальніших і бідніших — буття, небуття, якості, кількості, міри та ін. — і кінчаючи конкретними, багатообразними поняттями — дійсності, механізму, хімізму, організму, пізнання та ін. Гегель зближує поняття абсолютної ідеї з поняттям бога. Проте у відмінності від бога абсолютна ідея саморозвивається, знаходить свідомість, волю і особистість лише в людині, а ззовні і до людини здійснюється як закономірна необхідність.
Гегель стверджував, що категорії суть об'єктивні форми дійсності, в основі якої лежить «світовий розум», «абсолютна ідея» або «світовий дух». Це — діяльнісний початок, що дав імпульс до виникнення і розвитку світу. Діяльність абсолютної ідеї полягає в мисленні, мета — в самопізнанні.
В процесі самопізнання розум світу проходить три етапи: перебування абсолютної ідеї в її власному лоні, в стихії чистого мислення (логіка, в якій ідея розкриває свій вміст в системі законів і категорій діалектики); розвиток ідеї у формі «інобуття» у вигляді явищ природи (розвивається не сама природа, а лише категорії); розвиток ідеї в мисленні і в історії людства (історія духу). На цьому останньому етапі абсолютна ідея повертається до самої себе і осягає себе у формі людської свідомості і самосвідомості.
Універсальна схема творчої діяльності «світового духу» розкривається у Гегеля на основі процесу саморозвитку «абсолютної ідеї».
Першим етапом саморозкриття «абсолютної ідеї» є логіка. Логіка, за Гегелем, — це науково-теоретичне усвідомлення «абсолютної ідеї». Через логіку «абсолютна ідея» розкривається в її загальному змісті у виді системи категорій.
Другий етап саморозвитку «абсолютної ідеї» — природа. За Гегелем, Бог створює природу, щоб із природи виникла людина і разом з нею людський дух.
Третім етапом, вищою формою самореалізації абсолютної ідеї є абсолютний дух, під яким Гегель розуміє сукупну духовну діяльність людства протягом всесвітньої історії, тобто це духовна діяльність змінюючих одне одного людських поколінь. Абсолютний дух — це та ж абсолютна ідея, що приховано працює в людських цілях і справах, це їх внутрішня ідеальна сутність, дійсна причина всіх діянь і пізнання. В абсолютному дусі здійснюється повний збіг ідеї мислення і буття. Ідея пізнає буття у всім різноманітті його визначень. Так Гегель вирішує поставлену Кантом проблему узгодження суб'єкта й об'єкта, мислення і буття;
У Гегеля виходить, що вищою формою і кінцем розвитку абсолютної ідеї, де вона усвідомлює сама себе і весь пройдений нею шлях і стає абсолютним духом, є сама філософська система Гегеля. Відтепер висхідний рух абсолютної ідеї припиняється. Звідси неминуче випливали консервативні соціально-політичні наслідки.
Гегелем створена нова наука — діалектична логіка. Її предмет — мислення як цілісне утворення, формами і змістом якого є філософські категорії — водночас поняття і об'єктивні визначення світу. Стверджуючи об'єктивну суперечливість пізнання, людської діяльності і спілкування, діалектика виступає як методологія оновлення суспільної практики і духовного життя.
Гегель вважав, що його «абсолютний ідеалізм» усуває недоліки метафізики, емпіризму й концепції безпосереднього знання і зберігає їхні переваги. Від метафізики абсолютний ідеалізм бере впевненість у можливостях людського пізнання, від емпіризму — критичну настанову й прагнення до конкретності, від філософії безпосереднього знання — тезу про необхідність починати філософію з безпосередніх визначень і поступово, через логічні міркування, просуватися до вищої мети пізнання. Гегеля не влаштовує суб'єктивізм Нового часу з його принципом Я як початком філософії. На роль початку підходить лише поняття чистого буття, яке виступає у вигляді абсолютної ідеї.
Абсолютний ідеалізм філософії Гегеля зв'язаний з його прагненням охопити весь універсум, увесь природний і духовний світ єдиним поняттям. Таким вихідним поняттям гегелівської філософії є «абсолютна ідея». «Абсолютна ідея» — це розум, мислення, розумне мислення. У повсякденному розумінні терміна «ідея» — це поняття, що лежить в основі теоретичної системи, плану, задуму. Саме так і розумів Гегель «абсолютну ідею» — це субстанція, що складає сутність і першооснову всіх речей.
За Гегелем, «дух» пробуджується в людині до самосвідомості спочатку у вигляді слова, мовлення, мови. Знаряддя праці, матеріальна культура, цивілізація — це пізніші, похідні форми втілення творчої сили духу. Вихідна точка розвитку полягає в здібності людини до пізнання «самого себе» через освоєння різноманіття накопиченої людством культури.
За допомогою діалектики Гегель критично обмірковує всі сфери культури. Всюди він відкриває напружену діалектику вирішення протиріч. Розвинене вчення Гегелем про об'єктивний дух зробило величезний вплив на розвиток соціології і соціальної філософії. «Об'єктивний дух» розгортається в праві, моралі, моральності, родині, державі, громадянському суспільстві.
Історія розглядається як об'єктивна закономірність, що прокладає собі дорогу незалежно від бажання окремих осіб. Історію Гегель розумів як саморозкриття «світового духу», як прогресивний рух людства до усвідомлення свободи. Світовий дух — це єдність суб'єктивного й об'єктивного духу, він стає абсолютним духом. Існують три форми об'єктивного духу: мистецтво, релігія і філософія. Мистецтво виражає абсолют у чуттєвих образах, релігія — в «уявленнях», філософія — у поняттях. Філософію Гегель вважав найбільш адекватним способом пізнання абсолюту. Філософія має важливе соціальне значення. Гегель казав, що вона «є епоха, схоплена в думці».
Заслуга Гегеля полягає в тому, що він дав діалектичний аналіз усіх найважливіших категорій філософії і сформував три основних закони діалектики. Діалектичний метод припускає розгляд усіх явищ і процесів у загальному взаємозв'язку, взаємозумовленості й розвитку. Центральне місце в діалектиці Гегеля займає категорія протиріччя як єдності протилежностей (полярних понять). Протиріччя — це «мотор» розвитку духу. Саме Гегель додав діалектиці найбільш розвинену і довершену форму. Гегель характеризував діалектику як рушійну силу істинного пізнання, як принцип, що вносить у зміст науки внутрішній зв'язок і необхідність. Крім того, діалектичний метод Гегеля містить у собі такі принципи аналізу дійсності: сходження від абстрактного до конкретного; відповідність історичного й логічного й ін. Ця спадщина увійшла в скарбницю світової філософської думки.

## Антропологічний матеріалізм Фейєрбаха
Останнім із представників німецької класичної філософії був Людвіг Фейєрбах — перший німецький філософ, що піддав розгорнутій критиці систему і метод Гегеля з матеріалістичних позицій. Він слухав лекції Гегеля і захоплювався його філософією. Однак через кілька років він виступив з різкою критикою вчення Гегеля. Аналізуючи вихідні передумови гегелівської системи, Фейєрбах робить висновок про її глибоке споріднення з теологією. Він показав, що ідеалізм Гегеля є філософським обґрунтуванням існування Бога. На думку Фейєрбаха, і релігія, і близька їй гегелівська філософія мають загальні корені: вони виникають у результаті абстрагування і наділення самостійною формою існування людської сутності, найбільш загальних рис людського роду.
Бог, за Фейєрбахом, — це абстракція, що існує лише в головах людей. У свідомості відбувається перевертання справжніх відносин: справжній творець Бога — людина — поставлена в залежність від останнього. Чим більше атрибутів приписується Богу, тим біднішою стає людина, оскільки ці атрибути вона віднімає у себе. Фейєрбах прагнув відродити в людини почуття самоствердження й гідності, вважаючи, що це можна зробити на основі матеріалістичного світогляду.
При обґрунтуванні матеріалістичного світогляду Фейєрбах відмовляється використовувати поняття «матерія» і віддає перевагу поняттю «природа». Тому його світогляд вірніше назвати натуралізмом. Натуралізм у філософських системах може набувати космічного характеру (філософія античності, епохи Відродження). Натуралізм у системі Фейєрбаха носить антропологічний характер. У центрі філософії, на його думку, повинна бути людина як вища сутність природи. Філософське вчення Фейєрбаха є спробою ствердження самоцінності та значимості конкретного людського індивіда у всій повноті його тілесного й духовного буття. Суб'єкт у системі Фейєрбаха — це не те, що пізнає, і не «абсолютний дух», світовий розум, а реальна цілісна людина в єдності її тілесних і духовних якостей. Фейєрбах прагне реабілітувати природно-біологічну сутність людини, від якої значною мірою абстрагувався німецький ідеалізм. «Я» у Фейєрбаха — це не просто духовна і мисляча сутність, а людина з тілом та мислячою головою, реальна істота, яка тільки через це має здатність споглядати і мислити.
Найважливішою характеристикою суб'єкта у філософії Фейєрбаха є чуттєвість. Чуттєвість — це синтетична, узагальнена характеристика антропологічних властивостей «природи людини», її тілесності, розуму, волі, «серця». Фейєрбах зауважує: «Ідеалізм правий у своїх пошуках джерел ідей у людини, але не правий, коли хоче вивести ці ідеї з окремої, замкнутої істоти, з людини, узятої у вигляді душі, одним словом, коли він хоче вивести їх з „Я“, без чуттєво даного „Ти“. Ідеї виникають тільки зі спілкування між людьми, тільки з розмови людини з людиною». Саме у сфері міжлюдського спілкування і здійснюється, за Фейєрбахом, реалізація людиною своєї родової сутності. Людина, як родова істота, перетворює сутнісні сили всього людства, продукти культури на свої власні життєві сили.
Для розкриття природи людини Фейєрбах застосовує поняття любові. Любов, за Фейєрбахом, — це прояв активності самої природи, особливе чуттєво-емоційне піднесення, чинник самоутвердження людини у світі. Завдання філософії — допомогти людям стати щасливими шляхом об'єднання зі світом і між собою на засадах любові. Соціальність як взаємодію і спілкування «Я» і «Ти» Фейєрбах трактує на антропологічних засадах, не враховуючи суспільно-історичних закономірностей і відносин. Релігія, за Фейєрбахом, укорінена в людській природі, в почутті залежності від зовнішніх щодо неї сил природи і суспільства, у прагнення до щастя. Людина обожнює сили, від яких чекає заспокоєння своїх тривог та здійснення бажань. Фейєрбах доходить висновку, що релігія, компенсує те, чого людям не вистачає. Вона їм необхідна, тому її належить замінити суттєво новою формою — Релігією людяності. Впровадження нової філософії-релігії має спиратися на просвітництво.
Отже, суб'єкт, за Фейєрбахом, — це цілісна людина, людина в єдності тілесних, духовних і родових характеристик. Але у теорії пізнання таке трактування суб'єкта залишилося нереалізованим. Фейєрбах лише повторює сенсуалізм французьких матеріалістів. Вихідним пунктом пізнання, за Фейєрбахом, є відчуття. Джерелом відчуттів є природа. На базі відчуттів у людини виникає мислення. За змістом мислення не дає людям нічого нового порівняно з тим, що містилося в чуттєвих даних. Мислити — це значить складно читати показання відчуттів. Фейєрбах різко виступав проти поділу світу на «світ явищ» і «світ речей у собі». Критерієм істини він вважав згоду з даним положенням більшості людей: істинне те, що відповідає сутності роду, хибне те, що йому суперечить.
Матеріалізм Фейєрбаха традиційно залишався метафізичним. Його характерною рисою був антропологізм, що полягає в розумінні людини як вищого продукту природи, розгляді людини в нерозривній єдності з природою. Природа — основа духу. Вона ж повинна з'явитися основою і ґрунтом філософії, покликаної розкрити земну суть людини, яку природа наділила відчуттями і розумом, і психіка якого залежить від його тілесної організації. Розроблене Фейєрбахом матеріалістичне трактування суб'єкта, його атеїзм здійснили серйозний вплив на формування марксизму.

### Українською мовою
1. Волинка Г. І., Гусєв В. І., Мозгова Н. Г., Огородник І. В., Федів Ю. О. Історія філософії в її зв'язку з освітою. — Київ : Каравела, 2006. — ISBN 966-8019-46-6.
2. Гаєр Манфред. Світ Канта: Біографія / З німецької переклав Л. Харченко. — Київ : Юніверс, 2007. — 336 с. — (Переклади) — ISBN 966-8118-49-9.
3. Кант І. Пролегомени до кожної майбутньої метафізики, яка зможе виступати як наука. — Мюнхен : Український вільний університет, 2004. — 324 с.
4. Кушаков Ю. В. Нариси з історії німецької філософії Нового часу. — Київ : Центр навчальної літератури, 2006. — 572 с.
5. Німецька філософія Нового часу: Просвітництво, Кант і рецепція критицизму : підруч . для студентів вищ . навч . закл . / Д. Є. Прокопов ; М-во освіти і науки України ; Київ. нац. ун-т ім. Тараса Шевченка. — Київ : Київ. ун-т, 2013. — 895 с.

### Іноземними мовами
1. Немецкая классическая философия: В 2-х ч.. Часть1. Кант. Фихте. Шеллинг. / М. А. Булатов. — К. : Стилос, 2003. — 322 c.
2. Немецкая классическая философия: В 2-х ч.. Часть 2. Гегель. Фейербах. / М. А. Булатов. — К. : Стилос, 2003. — 322 c.
3. (рос.) Гегель. Кто мыслит абстрактно? // Гегель. Работы разных лет. Том 1. — М.: Мысль, 1972. — С. 387—394.
4. (рос.) Кассирер Э. Жизнь и учение Канта. — СПб.: Университетская книга, 1997. — 447 с.
5. Walter Jaeschke, Andreas Arndt: Die Philosophie der Neuzeit 3. Klassische Deutsche Philosophie von Fichte bis Hegel. Geschichte der Philosophie. Bd. IX, 2, Beck, München 2013, ISBN 978-3406551345
6. Terry Pinkard: German Philosophy 1760—1860. The Legacy of Idealism, Cambridge University Press 2002.